# Grenier public de L'Isle-sur-la-Sorgue
Grenier public de L'Isle-sur-la-Sorgue est un bâtiment de la fin du XVIIIe siècle, situé à L'Isle-sur-la-Sorgue, dans le Vaucluse. 

## Histoire
Le grenier public de l'Isle-sur-la-Sorgue est mis en service en 1779, pour le stockage public de grains et céréales. Il est inscrite au titre des monuments historiques, depuis le 15 mai 1974.

## Description
Situé en centre ville, à côté de l'église paroissiale de L'Isle-sur-la-Sorgue, la bâtiment comporte deux niveaux.

## Utilisation actuelle
Depuis 2012, la commune de l'Isle-sur-la-Sorgue axe le développement de son économie autour du patrimoine, et notamment vers la mise en place des nouvelles technologies liées a ce domaine. Une organisation municipale permet de fédérer les jeunes entreprises du secteur numériques, avec les acteurs du secteur du patrimoine. 
Depuis février 2020, le " Grenier numérique " est implanté dans l'ancien grenier public, et partage les locaux avec l'office du tourisme de la ville. Un espace de 150 m² permet conférences, showrooms ou ateliers, ainsi que l’accueil de journées d’études, de réunions de séminaires ou encore de tournages. Trois entreprises sont résidence, dans les activités de la numérisation de films anciens, de la web radio, de la numérisation des entreprises. Le Grenier numérique est reconnu centre de ressources Patrimoine & Numérique et est labellisé " French Tech ".